# 埃迪·查普曼
愛德華·阿諾德·「埃迪」·查普曼（英語：Edward Arnold "Eddie" Chapman，1914年11月16日—1997年12月11日），二战时期的英国特工，同时效力于英、德两国情报机构。年轻时是伦敦街头混混，最擅长敲诈勒索、开保险櫃，逃往英属泽西岛后继续活跃在当地，后被捕，在岛上监狱服刑。服刑期间，德军控制该岛。
德国情报机构阿勃维尔看中其才能，将其招募为情报人员。后投奔英国军情五处，成为雙重間諜。由于其出色的工作，以及身份未曾被公开，战后直至去世仍然与双方高层保持的良好私人关系。 